# Truls Engen Korsæth
Truls Engen Korsæth (16 de setembre de 1993) és un ciclista noruec, professional des del 2013. Del 2016 al 2018 va córrer amb l'equip Astana Pro Team.
El 2018, va patir una malaltia durant tota la temporada. Va córrer la seva darrera carrera a la Volta de Yorkshire el mes de maig. El 18 de setembre de 2018, va anunciar que posava fi al seu contracte amb Astana per a posar fi a la seva carrera de ciclista per a dedicar-se als estudis i a d'altres activitats.

## Palmarès
- 2014
  - 1r al Duo normand (amb Reidar Borgersen)
- 2015
  -  Campió de Noruega sub-23 en contrarellotge
  - 1r al Crono de les Nacions-Les Herbiers-Vendée sub-23
  - 2n al campionat de Noruega de ciclisme en ruta
  - 2n a la Volta a Holanda del Nord
  - 3r al Tour de Flandes sub-23
  - 3r de la Gylne Gutuer
  - 3r al campionat de Noruega de contra-rellotge
  - 4t al campionat del món de contra-rellotge